# 德州遊騎兵
德州遊騎兵（英語：Texas Rangers）是美國職棒大聯盟中，隸屬於美國聯盟的棒球隊伍之一。主場為全球人壽球場，位於得克萨斯州的阿灵顿。從1994年開始，在美國聯盟的分區中，屬於美國聯盟西區。
1961年，當華盛頓參議員遷隊至明尼蘇達成為現今的明尼蘇達雙城以後，大聯盟給華盛頓特區1支以參議員為名的職業棒球隊的經營權，主場位置在華盛頓哥倫比亞特區。1971年，參議員遷移到得克萨斯州的阿灵顿，並改名為德州遊騎兵至今。
德州遊騎兵共有8次進入季後賽，其中1996年、1998年及1999年共3次的季後賽，皆在第1輪的分區賽輸給紐約洋基而被淘汰，而在這3次的季後賽，皆由洋基獲得世界大賽冠軍。21世紀後的頭2次，則是打進世界大賽，卻連續兩年輸給國家聯盟冠軍的隊伍，分別是2010年的舊金山巨人以及2011年的聖路易紅雀，而2012、2015、2016這三次，則都未能打進世界大賽，2023年表現煥然一新，贏得隊史首座世界大賽冠軍。

## 历史

### 華盛頓參議員隊時期
當原本的華盛頓參議員在1960年移到明尼蘇達時，大聯盟給華盛頓特區1支以參議員為名的職棒球隊經營權。空軍少將Elwood Richard Quesada買下了這支球隊。
新華盛頓參議員隊的11個球季中，只有1969年是勝多於敗的。Frank Howard是參議員成就最高的選手。波士頓紅襪隊的名人堂球員泰德·威廉斯從1969年到1971年擔任參議員隊的總教練，一直到1972年球隊移到德州阿靈頓。
參議員的主場在East Capitol Street與阿那卡斯提亞河邊的D.C. Stadium（後來在1969年改名為RFK紀念球場）。參議員的制服顏色是以紅、藍、白組成，制服胸口寫著"Senators"。

### 將棒球產業帶入DFW都會區的努力
從1962年開始，美聯便有打算把1支職業球隊移到達拉斯/渥斯堡地區。堪薩斯運動家的老闆Charles O. Finley就曾打算把運動家移到達拉斯，但這個想法被其他美聯球隊老闆斷然拒絕了。
1964年，作為小聯盟球隊達拉斯渥斯堡馬刺的主場，擁有10000個座位的Turnpike體育場在阿靈頓落成了。此球場後來更名為阿靈頓體育場，也成為遊騎兵的第一個主場。
同時，參議員也被Elwood Richard Quesada賣給民主黨全國委員會的財務主管Bob Short，他設法把球隊移出華盛頓。1971年9月20日，他得到美聯眾球團的許可，得以在1972年把球隊移至阿靈頓。這使得華盛頓地區的球迷相當憤怒，在參議員隊的公關主任Ted Rodgers面前展開一幅巨型標語，上面寫了一句髒話後面接著Bob Short的名字。這張照片出現在隔天華盛頓報紙的頭版上。因為球迷對球團的敵意，使得參議員對紐約洋基在RFK紀念球場的最後1場比賽，在球迷衝進球場並毀壞球場設施和草皮後被裁判宣布沒收比賽。

### 在德克薩斯的頭幾年
在1971年球季結束後，Turnpike體育館擴充座位數並正式改名阿靈頓體育館。Bob Short也同時宣布球團更名為德州遊騎兵（就和前華盛頓參議員隊一到明尼蘇達就立刻改名一樣）。遊騎兵隊史的首戰是在1972年4月15日，以1:0輸給洛杉磯天使隊。隔天，遊騎兵以5:1擊敗天使，也是他們的創隊第1勝。第1次主場比賽是在4月21日，也是對戰天使。1972年球季結束後，泰德‧威廉斯退休。Whitey Herzog被任命為新任總教練，但在1973年球季中被換下來，改由Billy Martin擔任。
1974年球季，遊騎兵漸漸打出自己的風格。1974年整季成績是84勝76敗，分區排名只落後奧克蘭運動家（當年世界大賽冠軍）。此外，1974年的遊騎兵也是大聯盟史上唯一單季2度10連敗之後，整季勝率還可以超過.500的球隊。Mike Hargrove被選為美聯年度新人，Billy Martin被選為年度總教練，Jeff Burroughs被選為美聯最有價值球員，Ferguson Jenkins（投手）在創下單季25勝的記錄（至今仍是遊騎兵隊史上最多投手勝場數）得到年度東山再起獎。1975年，戰績達到44勝51敗時，Billy Martin被撤換，改由Frank Kucchesi擔任總教練。
遊騎兵創隊頭四年的演變也幾乎是他們後來的一貫模式：一開始的球季實力中間偏弱，接下來的一年幾乎可以進軍季後賽，隔年實力又回弱，之後又開始實力中間偏弱的球季。
在表現相當好的1977年到1979年球季之後，遊騎兵在1981年前半季幾乎可以進軍季後賽。但是在罷工前的最後一場比賽輸球，使得運動家以半場勝差代表美聯西區進入季後賽。1981年以後，遊騎兵連續5年勝率都不到五成。在這一段時間之內，遊騎兵完成了他們最糟（也最不受歡迎）的一次球員交易：把拿過好幾次金手套獎（同時非常受球迷喜愛）的捕手Jim Sundberg拿去密爾瓦基釀酒人換來之後釀酒人隊的總教練內德·約斯特。

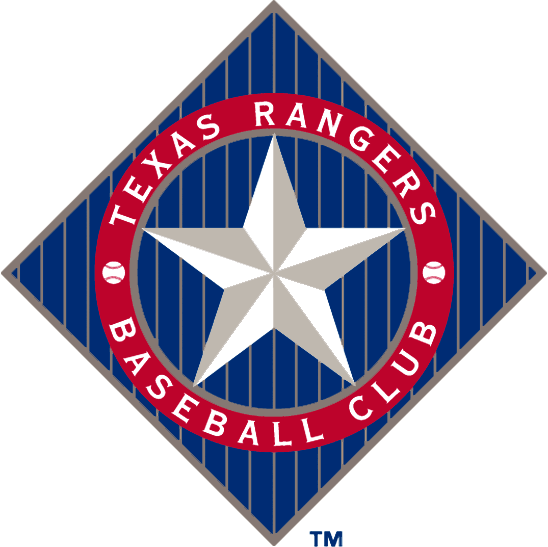
德州遊騎兵隊1994–2002

### 艱困時期（2001年-2008年）

#### 艾力士·羅德里奎茲
在2001球季前，原屬西雅圖水手的明星自由球員游擊手艾力士·羅德里奎茲，簽下了美職史上最可觀十年兩億五千兩百萬美元的合約。此舉爭議性十足，且大眾媒體認為希克斯將球隊大部份資源投注在一名球員，而非分散給其它球員，尤其是對這個顯著缺乏投手人才的團隊。雖然羅德里奎茲的個人表現優異，遊騎兵卻在戰績上持續掙扎。2002球季之後經理傑里納龍被解僱，接替他的是經驗豐富的經理巴克肖·沃爾特。
在2003年球季，遊騎兵連續第四年在聯盟中墊底，在季後羅德里奎茲與經理團隊之間的協商後，時任遊騎兵隊長暨衛冕美聯MVP的羅德里奎茲，被交易到紐約洋基，以換取阿方索·索利安諾和華金·阿里亞斯。

### 2010年：隊史的首個美聯冠軍
在2009年球季結束以後，遊騎兵將Kevin Millwood交易至巴爾的摩金鶯，並且在自由市場簽下Colby Lewis、理查·哈登和弗拉迪米爾·葛雷諾。在4月球季開始，遊騎兵團隊有高達0.500的打擊率，在6月的戰績是優異的21勝6敗。6月30日，遊騎兵從舊金山巨人交易Bengie Molina；7月9日，以7名球員包括Justin Smoak從西雅圖水手交易來賽揚獎得主克里夫·李及右投手Mark Lowe；7月29日從佛羅里達馬林魚交易Jorge Cantú；7月31日從華盛頓國民交易Cristian Guzmán。這些交易和補強幫助遊騎兵在9月25日贏得美國聯盟西區冠軍，至從1999年以後再次進入季後賽。在2010年美國聯盟分區賽遊騎兵的對手為坦帕灣光芒，最後是以3勝2敗淘汰光芒，也是隊史50年來第1次贏得季後賽系列賽。在2010年美國聯盟冠軍賽的對手為紐約洋基，最後在6場比賽中，遊騎兵以4勝2敗獲得美國聯盟冠軍，這也是隊史成軍以來的第1座冠軍，並且第1次進入世界大賽。喬許·漢米爾頓獲得美國聯盟MVP。遊騎兵在2010年世界大賽的對手為舊金山巨人，但是在世界大賽只獲得1勝（4敗），最後無緣拿下隊史第1個世界大賽冠軍。

### 2011年：差一顆好球的距離
2011年，遊騎兵挾持著去年獲得美國聯盟冠軍並打進世界大賽的氣勢，在這一年也以96勝66敗的成績連續兩年獲得美聯西區冠軍。在美聯分區賽遊騎兵的對手為在球季最後一天比賽獲得外卡資格的坦帕灣光芒，這也是遊騎兵連續兩年在季後賽第一輪都遇到同樣的對手，不同的是這次有主場優勢。在第1場比賽中遊騎兵意外的被光芒的新人投手麥特·摩爾給擊敗，不過接下來遊騎兵連續贏得3場比賽，順利晉級美聯冠軍賽。
在美聯冠軍賽，遊騎兵的對手是底特律老虎，10月15日第6場的比賽中，遊騎兵以15：5擊敗老虎，連續兩年順利獲得美聯冠軍並晉級世界大賽。
遊騎兵在世界大賽的對手是演出外卡大驚奇的聖路易紅雀，這個系列賽的轉捩點是在第6場比賽，在這場比賽之的5場比賽中，遊騎兵已取得3勝2敗的聽牌優勢，獲勝即可獲得世界大賽冠軍。9局下2出局2好球，遊騎兵以7：5領先紅雀，再1個好球即可獲得隊史第一個世界大賽冠軍，卻被大衛·佛里斯擊出2分打點三壘安打追平比數，雖然遊騎兵在延長10局上靠著喬許·漢彌爾頓（英語：Josh Hamilton）的兩分砲再度取得領先，但是紅雀展現韌性，下個半局又是在差一顆好球的情況追平，11局下半佛里斯打出一支中外野的大號再見轟將戰線延長到第七戰，這場過後條子成為第一隻在季後賽8局後兩度領先兩分最後還輸球的隊伍，第七戰除了第一局的兩分外接下來完全熄火，最終以2:6敗北，與隊史首冠擦身而過。

### 2012年：季末的崩盤
2012年1月，遊騎兵以6年5600萬元美金外加簽約金400萬、激勵獎金，合約總額6000萬美金，加上以5170萬美元創下日本職棒球員透過入札制度赴美競標金紀錄，獲得達比修有的加盟。從季初開始遊騎兵就以優異的成績一直穩坐美聯西區領先的位置，且有機會以美聯第一種子身份進入季後賽，但是在季中由於運動家的崛起，一直縮小跟遊騎兵之間的勝場差（最大勝場差曾達到13場），最後在球季的最後一個跟運動家的系列賽，遊騎兵爆冷被橫掃而輸掉美聯西區的冠軍，必須跟巴爾的摩金鶯打1場定生死的美聯外卡驟死戰。雖然有對戰優勢的遊騎兵獲得主場優勢，並且派出季末表現優異的達比修有。不過受到金鶯投手的壓制，遊騎兵全場只獲得1分，最後1:5不敵金鶯，無緣繼續衛冕美聯冠軍及挑戰世界大賽。

### 2013年
2013年的遊騎兵，則是4年來首度與季後賽無緣。他們必須在自家主場與坦帕灣光芒進行加賽搶外卡。遊騎兵先發投手Martin Perez一開賽前4名打者都無法解決，雖然最後只被高飛犧牲打打下1分，但3局上遭Longoria的2分砲轟炸，最終主投5.1局失3分吞敗。遊騎兵雖然在3、6局下各搶1分，但6局上被Longoria與David DeJesus的二壘安打打下1分後，9局上又因為投手Tanner Scheppers的傳球失誤再丟1分，最後以2:5敗下陣來。

### 2015年：季末大漲停
經過2014年的沉寂後，遊騎兵展開新球季。雖然達比修有整季報銷，但遊騎兵仍然努力，等待機會。進入9月，分區領先者太空人突然崩盤，遊騎兵終於等到機會逆襲成功，不但躍升分區龍頭，還奪下美聯第4張季後賽門票。
遊騎兵睽違3年拿下美聯西區冠軍，在分區冠軍賽對上美東冠軍多倫多藍鳥。雖然遊騎兵連續2場在多倫多獲勝，但他們卻守不住絕對優勢，在自己家裡連2場被藍鳥逃過一劫。決勝第5戰，遊騎兵的貓王在7下發生三個低級失誤向藍鳥獻上大禮，然後再被包提斯塔轟出一發決定性的三分砲。最終遊騎兵在奮戰了5場的情況下遭上演讓二追三的戲碼輸掉系列賽。

### 2016年
靠著穩健的Cole Hamels領軍先發輪值，機關槍打線掃射，遊騎兵很快在進入五月後，在美聯西區一枝獨秀。儘管太空人與水手緊追在後，依舊無法帶來太多威脅。
美聯西區封王戰，雖然遭到運動家前六局完全比賽封鎖，但第七局打下球隊全場唯4支安打(第八、九局也都無安打)拿下3分，終場就以3:0完封運動家，成為本季美聯第一支分區封王的球隊，也是繼小熊後第二支確定晉級季後賽的球隊。隨後拿下美聯第一種子。
不過在ALDS，遊騎兵遭到藍鳥直落3橫掃，無緣晉級。

### 2017年：拆光主力 達比修離開
經過去年慘遭藍鳥0-3橫掃的遊騎兵，這一年成績開始下滑，開季並沒有跟老將Carlos Beltran續約，去年從釀酒人交易來的Jeffress跟Lucroy打的奇差無比，前一年接任的新科終結者Sam Dyson更是一直救援失敗，迫使條子開始拋售這些球員，戰績上也始終離外卡有段落差，最終在731交易大限前將達比修交易至洛城，換來已Willie Calhoun為主菜的包裹，正式退出季後賽競爭行列；而這一年中最重要的一刻則是7月23日，老將Adrián Beltré在自家主場面對金鶯，完成生涯3000安里程碑，為自己跨向名人堂更進一步，同時備受期待的新秀Joey Gallo完成生涯第一個完整賽季，繳出了0.209、41轟、80打點的成績單，是少數遊騎兵未來可以期待的亮點。

### 2020年
在這個縮水賽季開打前，遊騎兵除了陣中輪值雙本柱Lynn與Minor以外，又找了賽揚強投Corey Kluber與雙城社畜Kyle Gibson前來助拳，輪值強度甚至被官網排進前十，對於從2016以後疲弱至今的遊騎兵來說是個破天荒的好消息。
然而遊騎兵還笑不到一場，Kluber便在初登板受傷報銷，接下來沒有再為遊騎兵投出任何一顆好球；Minor的表現也不盡理想，在季中被交易至運動家；社畜Gibson被迫扛下了二號輪值的重責，繳出了慘澹的帳面成績。

### 2023年：外卡傳奇，獲得隊史首個世界大賽冠軍：一個好球的距離等待12年終於到手
波奇決定復出執教，以三年合約在2023年被德州遊騎兵隊聘為新任總教練。
由於本季戰績跟休士頓太空人相同，外加本季對戰居於下風。最後只能以美聯外卡第二晉級季後外卡賽，對決坦帕灣光芒，以2連勝橫掃對手；晉級美聯分區系列賽，對決美聯東區冠軍巴爾的摩金鶯，再以3連勝橫掃對手；晉級睽違12年的美聯冠軍戰，將與衛冕軍休士頓太空人，上演首次德州內戰，前六戰戰成3勝3敗平手局面，兩隊將進入決一死戰的「搶七大戰」，來爭奪世界大賽門票，最後是遊騎兵11比4打爆衛冕軍太空人，暌違12年重返世界大賽，同時也創下季後賽史上第二次（另一次是在2019年的世界大賽），聯盟冠軍賽史上第一次七戰四勝制兩隊打滿七場且全數都在客場贏球的紀錄。
世界大賽對手也是同樣以外卡進入的國聯冠軍亞利桑那響尾蛇，最終系列賽以4勝1敗勝出，奪下1961年建隊以來首座世界大賽冠軍，其中季後賽客場11連勝更是大聯盟新紀錄；最終由遊騎兵看板球星席格（Corey Seager）獲得世界大賽最有價值球員，這是他大聯盟生涯第二度獲得此獎，前一次是2020年道奇時期拿下。

## 棒球名人堂球员
- 費格森·簡金斯（投手）
- 諾蘭·萊恩（投手）
- 泰德·威廉斯（以總教練身份退休）
- 伊凡·羅德里奎茲（捕手）
- 艾德里安·貝爾垂

## 退休背號
- 7 伊凡·羅德里奎茲 ，捕手
- 10 邁克爾·楊，內野手
- 26 強尼‧歐茨（Johnny Oates），教練
- 29 艾德里安·貝爾垂 ，三壘手
- 34 諾蘭·萊恩，投手
- 42 傑基·羅賓森，大聯盟所有球隊皆退休此背號

## 附屬小聯盟球隊
- AAA：圓石城快車 (Round Rock Express), 太平洋岸联盟 （Pacific Coast League）
- AA：佛利斯柯义勇骑兵 (Frisco RoughRiders), 德克薩斯联盟 （Texas League）
- 高级A：贝克斯菲尔德火焰 (Bakersfield Blaze), 加利福尼亞联盟 （California League）
- A：克林顿伐木王 (Clinton LumberKings), 中西部联盟 （Midwest League）
- 短A：史伯坎印地安人 (Spokane Indians), 西北联盟 （Northwest League）
- 新秀：亚历桑纳联盟遊騎兵 (Arizona League Rangers), 亚历桑纳联盟 （Arizona League）